# Anne-François-Guillaume du Cambout de Beçay
Pour les autres membres de la famille, voir Famille du Cambout de Coislin.
Anne-François-Guillaume du Cambout de Beçay (né au château de Carheil dans la paroisse de Plessé en 1685 et mort le 8 juillet 1729) est un ecclésiastique français qui fut évêque de Tarbes de 1717 à sa mort.

## Biographie
Anne-François-Guillaume est le fils cadet de Jacques du Cambout de Beçay († 10 juillet 1701) et de Renée-Marie Le Marchand. 
Destiné à la vie ecclésiastique, il étudie chez les Jésuites puis au collège de Bayeux en 1701. Il est pouvu en commende dès 1707 du prieuré de la Magdeleine à Nantes et de celui de Saint-Nicolas de Pleugueneuc qui avaient été tous les deux détenus par son oncle Armand-Joseph du Cambout. Docteur en théologie de la Sorbonne, sous-doyen de l'église d'Orléans, il est désigné comme agent général du clergé de France par la Province de Paris en 1710. Aumônier du roi en 1711,  il reçoit l'abbaye Saint-Memmie dans le diocèse de Chalons en 1712. Après son « Agence », il est nommé évêque de Tarbes le 5 juillet 1717 et confirmé le 2 octobre 1719. Il est sacré 19 novembre 1719 par le cardinal de Noailles et l'évêque de Vannes. Il meurt encore jeune le 8 juillet 1729.

### Article lié
- Famille du Cambout